# Катастрофа Boeing 737 под Резольютом
Катастрофа Boeing 737 под Резольют-Бей — авиационная катастрофа, произошедшая 20 августа 2011 года. Авиалайнер Boeing 737-210C авиакомпании First Air выполнял внутренний грузо-пассажирский чартерный рейс FAB6560 по маршруту Йеллоунайф—Резольют, но при заходе на посадку в условиях тумана врезался в гору в 1,8 километрах от аэропорта Резольюта. Из находившихся на его борту 15 человек (11 пассажиров и 4 члена экипажа) выжили 3.

## Самолёт
Boeing 737-210 (регистрационный номер C-GNWN, заводской 21067, серийный 414) был выпущен в 1975 году (первый полёт совершил 8 мая). 20 мая того же года с бортовым номером N4952W был передан авиакомпании Wien Air, от которой сдавался в лизинг авиакомпаниям Air Cal (с 20 ноября 1975 года по 1 июля 1987 года) и American Airlines (с 1 июля 1987 года по 16 ноября 1988 года). 16 ноября 1988 года был куплен канадской авиакомпанией First Air и получил бортовой номер C-GNWN. 19 июня был модифицирован и переделан в грузопассажирский (Boeing 737-210C) и его пассажировместимость увеличилась до 115 человек. Оснащён двумя турбореактивными двигателями Pratt & Whitney JT8D-17. На день катастрофы налетал 86 190 часов.

## Экипаж
Состав экипажа рейса FAB6560 был таким:
- Командир воздушного судна (КВС) — 48-летний Блэр Рутерфорд (англ. Blair Rutherford). Очень опытный пилот, проработал в авиакомпании First Air 15 лет и 5 месяцев (с марта 1996 года). Управлял самолётами DHC-6 и Hawker Siddeley HS 748. В должности командира Boeing 737 — с мая 2008 года (до этого управлял им в качестве второго пилота). Налетал свыше 12 910 часов, свыше 5200 из них на Boeing 737.
- Второй пилот — 35-летний Дэвид Хэйр (англ. David Hare). Опытный пилот, проработал в авиакомпании First Air 3 года и 11 месяцев (с сентября 2007 года). Управлял самолётом ATR 42. В должности второго пилота Boeing 737 — с июня 2011 года. Налетал 4848 часов, 103 из них на Boeing 737.

В салоне самолёта работали две стюардессы:
- Юте Мерритт (англ. Ute Merritt), 55 лет.
- Анна Мария Чесси (англ. Anne Marie Chassie), 42 года.

## Катастрофа
Boeing 737-210C борт C-GNWN выполнял чартерный рейс FAB6560 из аэропорта Йеллоунайфа (Северо-Западные территории) в аэропорт Резольюта. Рейс FAB6560 вылетел из Йеллоунайфа в 09:40 CDT (14:40 UTC), на его борту находилось 4 члена экипажа и 11 пассажиров. Во время снижения (примерно в 11:40) лайнер попал в туманность. Последнее сообщение с рейса 6560 было получено в 11:40 CDT; в это время самолёт, по данным авиакомпании First Air, находился в 8 километрах от аэропорта Резольюта.
В 11:42 CDT рейс FAB6560 врезался в холм на высоте 121 метр над уровнем моря на подлёте к Резольюту (в 1,8 километре от аэропорта Резольют Бэй). От удара о холм лайнер полностью разрушился и сгорел, относительно уцелела только хвостовая часть.
В катастрофе погибли 12 человек — все 4 члена экипажа и 8 пассажиров. 3 выживших пассажира — Робин Уилли (англ. Robin Wyllie), Николь Уильямсон (англ. Nicole Williamson) и 7-летняя Габриэль Пелки (англ. Gabrielle Pelky) — были спасены Канадскими вооружёнными силами, которые неподалёку проводили Операцию «Nanook 2011» (среди прочего, отрабатывая спасательную операцию при катастрофе самолёта в Резольюте). Операция была приостановлена, и её участники приняли участие в поисково-спасательной операции. Все 3 выживших были доставлены в госпиталь в Икалуите. 1 выживший пассажир прошёл лечение в Икалуите, 2 остальных были перевезены из Икалуита в Оттаву.

## Расследование
Расследование причин катастрофы рейса FAB6560 проводил Совет по безопасности транспорта Канады (TSBC).
Следователи приступили к расследованию сразу же, так как они находились в районе катастрофы и тоже принимали участие в учениях Канадских вооружённых сил.

### Промежуточный отчёт расследования
Промежуточный отчёт расследования TSBC был опубликован 5 января 2012 года.
Согласно отчёту, причиной катастрофы стало столкновение с землёй в управляемом полёте (CFIT). За две секунды до катастрофы экипаж прервал подготовку к посадке и попытался уйти на второй круг. К этому моменту пилоты уже закончили выполнение карты посадки, закрылки были выпущены на 40°, скорость самолёта была 291 км/ч, шасси были выпущены и зафиксированы, оба двигателя работали нормально. Лайнер следовал указаниям курсо-глиссадной системы (ILS) из-за плохой видимости в районе посадки; её исследование после катастрофы показало, что она работала нормально.

### Окончательный отчёт расследования
Окончательный отчёт расследования TSBC был опубликован 25 марта 2014 года.
Согласно отчёту, основной причиной катастрофы стали ошибки экипажа — КВС неправильно скорректировал свой магнитный компас (из-за разницы между магнитным и географическим полюсами данную операцию следует выполнять чаще по мере возрастания широты), после была зафиксирована случайная нагрузка на штурвал — также со стороны командира, приведшая к не замеченному экипажем отключению автопилота. Из-за тумана экипаж не сразу понял, что они сбились с курса и приближаются к холму. Второй пилот 18 раз обращал внимание КВС на возможное отклонение от курса, но КВС не реагировал. После того, как раздался аварийный сигнал GPWS «SINK RATE!», второй пилот заявил требование об уходе на второй круг. Однако командир медлил с решением и начал предпринимать активные действия по набору высоты слишком поздно.

## Культурные аспекты
Катастрофа рейса 6560 First Air показана в 14 сезоне канадского документального телесериала Расследования авиакатастроф в серии Смерть в Арктике.